# Panesthia sinuata
Panesthia sinuata är en kackerlacksart som beskrevs av Henri Saussure 1895. Panesthia sinuata ingår i släktet Panesthia och familjen jättekackerlackor.
Artens utbredningsområde är Singapore. Inga underarter finns listade i Catalogue of Life.